# (17917) Cartan
(17917) Cartan est un astéroïde de la ceinture principale.

## Description
(17917) Cartan est un astéroïde de la ceinture principale. Il fut découvert par Paul G. Comba le 15 avril 1999 à Prescott. Il présente une orbite caractérisée par un demi-grand axe de 2,575 UA, une excentricité de 0,162 et une inclinaison de 1,154° par rapport à l'écliptique.
Il fut nommé en hommage au mathématicien français Élie Cartan.

## Compléments